# Éric Vasberg
Éric Vasberg (parfois crédité Éric Wasberg), né le 19 avril 1929 dans le 2e arrondissement de Paris et mort le 30 octobre 1999 à Jablines, est un acteur et cascadeur français.
De son vrai nom Georges Vas, né à Paris, Il a pris le nom d'Éric Vasberg quand il est devenu catcheur, « champion suédois ».

## Biographie
D'origines suédoises, Éric Vasberg exerce plusieurs métiers à Paris, notamment dans un cirque. Sportif accompli, il pratique la gymnastique, la boxe, mais se révèle avec le catch en atteignant un niveau international dans la catégorie des poids moyens.
Plus connu comme cascadeur au sein de l'équipe de Claude Carliez, il est apparu dans une cinquantaine de films des années 1960 à la fin des années 1980, souvent dans des rôles de voyous ou d'hommes de main. Ses apparitions sont rarement créditées et se limitent généralement à de la figuration. On le reconnait toutefois en pilote de R12 Gordini aux côtés de Lino Ventura dans L'Emmerdeur, inspecteur poursuivant Bourvil dans Le Corniaud, huissier dans Fantomas se déchaîne ou encore en compagnon d'armes du « grand blond » dans Le Retour du Grand Blond.

## Filmographie

### Acteur

#### Cinéma
- 1961 : De quoi tu te mêles, Daniela ! de Max Pécas : un marin au cabaret
- 1961 : Le Bateau d'Émile de Denys de La Patellière
- 1962 : Les Mystères de Paris d'André Hunebelle : un bagarreur
- 1963 : Blague dans le coin de Maurice Labro : le tueur répondant au téléphone pendant la bagarre
- 1964 : Laissez tirer les tireurs de Guy Lefranc : la garde-chasse de Monsieur Martin
- 1964 : Nick Carter va tout casser de Henri Decoin : un homme de main de Li-Hang
- 1964 : Lucky Jo de Michel Deville : un inspecteur
- 1964 : Ces dames s'en mêlent de Raoul André : un homme de main
- 1965 : Le Majordome de Jean Delannoy : un homme de main
- 1965 : Les Deux Orphelines de Riccardo Freda
- 1965 : Furia à Bahia pour OSS 117 d'André Hunebelle : un homme de main de Leandro
- 1965 : Paradiso, hôtel du libre-échange  de Peter Glenville : un policier dans l'hôtel
- 1965 : Pleins feux sur Stanislas de Jean-Charles Dudrumet : le garde à la mitraillette
- 1965 : Le Corniaud de Gérard Oury : un inspecteur à Carcassonne
- 1965 : Fantomas se déchaîne de André Hunebelle : le faux huissier
- 1966 : Atout cœur à Tokyo pour OSS 117 de Michel Boisrond : le conducteur de la voiture
- 1966 : Carré de dames pour un as de Jacques Poitrenaud : un homme dans la grange
- 1966 : Le Roi de cœur de Philippe de Broca : un soldat avec Mac Fish
- 1967 : Le Fou du labo 4 de Jacques Besnard : un acteur du western
- 1968 : Béru et ces dames de Guy Lefranc
- 1969 : Mister Freedom de William Klein
- 1969 : Au frais de la princesse de Roland Quignon
- 1969 : Catherine, il suffit d'un amour de Bernard Borderie : un truand
- 1969 : Clérambard de Yves Robert : un dragon
- 1969 : Mon oncle Benjamin de Édouard Molinaro : un laquais
- 1970 : Le Temps des loups de Sergio Gobbi
- 1971 : La Part des lions de Jean Larriaga : Jean, un ouvrier
- 1972 : Trois Milliards sans ascenseur de Roger Pigaut
- 1973 : La Belle Affaire de Jacques Besnard
- 1973 : Les Chinois à Paris de Jean Yanne
- 1973 : Scorpio de Michael Winner : Emilio Rocco
- 1973 : L'Emmerdeur d'Edouard Molinaro : le pilote de rallye
- 1974 : Le Retour du Grand Blond de Yves Robert : un faux compagnon d'armes
- 1974 : Par ici la monnaie de Richard Balducci
- 1974 : Le journal érotique d'un bûcheron de Jean-Marie Pallardy
- 1975 : L'important c'est d'aimer de Andrzej Żuławski : le troisième homme dans la brasserie
- 1975 : Au-delà de la peur de Yannick Andréi : un tireur sur la toit
- 1975 : Peur sur la ville de Henri Verneuil : un braqueur
- 1975 : Adieu poulet de Pierre Granier-Deferre : Lopez
- 1975 : Vous ne l'emporterez pas au paradis de François Dupont-Midy : un client au restaurant
- 1976 : Un éléphant ça trompe énormément d'Yves Robert : un homme qui se bat dans la rue
- 1978 : La Zizanie de Claude Zidi : un homme à la soirée costumée de l'hôtel
- 1979 : Buffet froid de Bertrand Blier : inspecteur Cavana
- 1980 : On a volé la cuisse de Jupiter de Philippe de Broca : le chauffeur de la voiture de police
- 1984 : Souvenirs, Souvenirs d'Ariel Zeitoun
- 1986 : Mauvais Sang de Leos Carax

#### Télévision
- 1964 : Rocambole - épisode : Les Étrangleurs de Jean-Pierre Decourt (série télévisée) : un voyou
- 1965 : Gaspard des montagnes, téléfilm de Jean-Pierre Decourt
- 1966 : Corsaires et Flibustiers, feuilleton télévisé de Claude Barma et Claude Boissol : un flibustier
- 1966 : La Tour de Nesle, téléfilm de Jean-Marie Coldefy - Tirelire
- 1967 : Lagardère - épisode : Aurore de Jean-Pierre Decourt (série télévisée) : Saldogne
- 1967 : Deux Romains en Gaule, téléfilm de Pierre Tchernia
- 1967 : Les Aventures de Michel Vaillant - épisode : La Targa Florio de Charles Bretoneiche (série télévisée) : Filippo
- 1971 : L'Homme qui rit, téléfilm de Jean Kerchbron : un policier
- 1971 : Tang - épisode 12 d'André Michel (série télévisée) : un homme de main
- 1973 : Karatekas and co - épisode : La couronne d'Attila (série télévisée) : un assistant
- épisode : La Nuit des parfaits : un cagoulard
- épisode : Quelque part en Méditerranée : un homme de main
- 1974 : La Juive du Château-Trompette de Yannick Andréi (série télévisée)
- 1976 : Commissaire Moulin - épisode : L'évadé de Jean Kerchbron (série télévisée) : un gardien de prison
- 1977 : Le Loup blanc, téléfilm de Jean-Pierre Decourt : un soldat
- 1977 : Recherche dans l'intérêt des familles - épisode Le P.D.G. de Philippe Arnal (série télévisée)
- 1978 : Désiré Lafarge - épisode : Pas de Whisky pour Désiré Lafarge de Jean-Pierre Gallo (série télévisée) : Mic
- 1982 : L'Adieu aux as de Jean-Pierre Decourt (mini série) : Kurt Volkart
- 1989 : Jeanne d'Arc, le pouvoir de l'innocence, téléfilm de Pierre Badel : Jean d'Aulon

### Cascadeur
- 1968 : La Louve solitaire de Édouard Logereau
- 1968 : Coplan sauve sa peau de Yves Boisset
- 1968 : Sous le signe de Monte-Cristo d'André Hunebelle
- 1968 : Pas de roses pour OSS 117 d'André Hunebelle
- 1971 : La Grande Maffia... de Philippe Clair
- 1973 : L'Emmerdeur de Édouard Molinaro
- 1974 : Le Führer en folie de Philippe Clair
- 1974 : Vos gueules, les mouettes ! de Robert Dhéry
- 1974 : Ardéchois cœur fidèle (série télévisée)
- 1975 : Adieu poulet de Pierre Granier-Deferre
- 1977 : Le Portrait de Dorian Gray de Pierre Boutron
- 1978 : Robert et Robert de Claude Lelouch
- 1979 : L'Homme en colère de Claude Pinoteau
- 1979 : Les Enquêtes du commissaire Maigret - épisode Maigret et le fou de Bergerac (série télévisée)
- 1981 : Clara et les chics types de Jacques Monnet
- 1981 : Le Choix des armes de Alain Corneau
- 1982 : Le Grand Pardon de Alexandre Arcady
- 1985 : Le Voyage à Paimpol de John Berry
- 1986 : Paulette, la pauvre petite milliardaire de Claude Confortès
- 1986 : Under the Cherry Moon de Prince